# Athletic Club Sparta Praha fotbal 1996-1997
Questa voce raccoglie le informazioni riguardanti l'Athletic Club Sparta Praha fotbal nelle competizioni ufficiali della stagione 1996-1997.

## Stagione
Lo Sparta Praga vince il torneo nazionale con le reti del capocannoniere Siegl (19).
In Coppa delle Coppe UEFA i cechi eliminano Glentoran (1-10) e Sturm Graz (3-3, regola dei gol fuori casa) prima di farsi escludere agli ottavi di finale dalla Fiorentina (3-2).

## Calciomercato
Tra gli altri, a 24 anni, Pavel Nedvěd lascia Praga per andare a giocare nel campionato italiano con la maglia della Lazio, che lo ha prelevato per 9 miliardi di lire.
Vengono ceduti anche Kouba (Deportivo La Coruña), Kostelník (Viktoria Žižkov), Požár (Teplice), Rada (viene messo nella squadra riserve), Budka (Lokeren), Němec (Viktoria Žižkov), Stracený (svincolato), Týce (Slovan Liberec e Koller (Lokeren).
Vengono acquistati Plachy, Gabriel (Viktoria Žižkov), Ondruška (Dukla Banská Bystrica), Čaloun (Viktoria Plzeň), Zelenka, Jarošík, Bílek (Viktoria Žižkov), Svoboda (Jablonec), Siegl (Kaiserslautern),  e nel gennaio del 1997 Hašek (JEF United Ichihara), Ljubars'kyj (Chemlon Humenné) e Cizek (Baník Ostrava).

## Rosa
| N. |                       | Ruolo | Calciatore        |
| -- | --------------------- | ----- | ----------------- |
|    | Rep. Ceca (bandiera)  | P     | Michal Čaloun     |
|    | Slovacchia (bandiera) | P     | Ivan Ondruška     |
|    | Rep. Ceca (bandiera)  | D     | Tomáš Řepka       |
|    | Rep. Ceca (bandiera)  | D     | Antonin Plachy    |
|    | Rep. Ceca (bandiera)  | D     | Michal Horňák     |
|    | Rep. Ceca (bandiera)  | D     | Tomáš Votava      |
|    | Rep. Ceca (bandiera)  | D     | Petr Gabriel      |
|    | Rep. Ceca (bandiera)  | C     | Ivan Hašek        |
|    | Rep. Ceca (bandiera)  | C     | Zdeněk Svoboda    |
|    | Rep. Ceca (bandiera)  | C     | Vlastimil Svoboda |

| N. |                      | Ruolo | Calciatore         |
| -- | -------------------- | ----- | ------------------ |
|    | Rep. Ceca (bandiera) | C     | Jiří Novotný       |
|    | Rep. Ceca (bandiera) | C     | Lumír Mistr        |
|    | Rep. Ceca (bandiera) | C     | Martin Frýdek      |
|    | Rep. Ceca (bandiera) | C     | Lukáš Zelenka      |
|    | Rep. Ceca (bandiera) | C     | Jiří Jarošík       |
|    | Rep. Ceca (bandiera) | C     | Michal Bílek       |
|    | Rep. Ceca (bandiera) | A     | Horst Siegl        |
|    | Ucraina (bandiera)   | A     | Ruslan Ljubars'kyj |
|    | Rep. Ceca (bandiera) | A     | Vratislav Lokvenc  |
|    | Rep. Ceca (bandiera) | A     | Josef Obajdin      |